# Saint-Pierreville
Saint-Pierreville è un comune francese di 541 abitanti situato nel dipartimento dell'Ardèche della regione dell'Alvernia-Rodano-Alpi.

## Società

### Evoluzione demografica
Abitanti censiti